# 肉果草
肉果草（学名：Lancea tibetica）为玄参科肉果草属下的一个种，可見於中國西北、蒙古和喜瑪拉雅山南坡。

## 扩展阅读
- 維基物種上的相關：肉果草